# El Expreso Imaginario
 (mars 2023).
Si vous disposez d'ouvrages ou d'articles de référence ou si vous connaissez des sites web de qualité traitant du thème abordé ici, merci de compléter l'article en donnant les références utiles à sa vérifiabilité et en les liant à la section « Notes et références ».

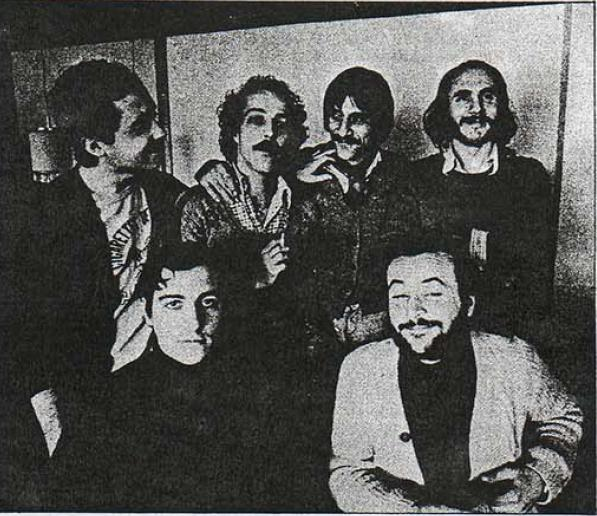
Une partie de l'équipe du magazine. En arrère-plan : Edy Rodríguez, Pipo Lernoud, Horacio Fontova, Jorge Pistocchi. Au premier-plan : Alfredo Rosso, Fernando Basabru.

El Expreso Imaginario est un magazine argentin culturel, à dominante musicale rock, fondé en 1976. Sa parution correspond à la période de dictature militaire qu'a connu l'Argentine de 1976 à 1983. Son dernier numéro sort en janvier 1983.